# Сборная Сомалиленда по футболу
Сборная Сомалиленда по футболу — футбольная сборная, представляющая непризнанное государство Сомалиленд, расположенное на востоке Африки и признаваемое частью Сомали. Управляется Футбольной ассоциацией Сомалиленда.

## Статус
Футбольная ассоциация Сомалиленда, основанная в 2011 году, не входит в КАФ и ФИФА, но с 2014 года состоит в ConIFA, которая объединяет непризнанные государства и различные автономии и этнические объединения.

## История
Сборная Сомалиленда начала проводить матчи в 2010-е годы. Известно, что в 2014 году она в Англии сыграла вничью со сборной островов Чагос — 1:1.
В 2016 году сборная Сомалиленда дебютировала на чемпионате мира ConIFA, проходившем в Абхазии. На групповом этапе сомалилендцы проиграли со счётом 0:5 сборным Лапландии и Пенджаба. В полуфинале за 9-12-е места сборная Сомалиленда победила команду островов Чагос — 3:2, а в матче за 9-10-е места проиграла сборной Секейского края — 3:10.
В мае 2019 года сборная Сомалиленда провела в Атерсли товарищеский матч со сборной Йоркшира и уступила — 2:6. Дубль в составе сомалилендцев сделал Абди.
В 2020 году Сомалиленд должен был принять чемпионат мира ConIFA, однако затем решение было отозвано по техническим и логистическим причинам, и турнир перенесли в Скопье, а затем отменили из-за пандемии COVID-19.